# 秋元黎
秋元 黎（あきもと れい、2005年（平成17年）5月14日 - ）は、日本の子役、タレントである。クラージュキッズに所属していた。

## 出演

### テレビドラマ
- 全開ガール 第3話（2011年7月25日）- 本作品内の写真に出演（ヴァイオリンを持っている）
- コドモ警察（毎日放送、2012年4月 - 6月） - 川島寛太 役
- ほんとにあった怖い話 夏の特別編2012 呪われた病室（フジテレビ、2012年8月18日） - 亮 役
- 死と彼女とぼく（テレビ朝日、2012年9月21日） - アキト 役
- 家族が家族であるために（BS-TBS、2012年10月14日）
- ゴーイングマイホーム 第9話（関西テレビ、2012年12月11日） - 野口の息子 役
- PRICELE$S〜あるわけねぇだろ、んなもん!〜 第9話（フジテレビ、2012年12月17日） - 大屋敷統一郎（幼少期） 役
- コドモ警視 第3話（毎日放送、2012年2月7日） - 川島寛太 役
- でたらめヒーロー（読売テレビ、2013年4月 - 6月） - 久住大地 役
- SUMMER NUDE 第4話（フジテレビ、2013年7月29日）- 斉藤雄太 役
- 軍師官兵衛（NHK、2014年1月 - 12月）- 松寿丸 役
- 月曜ゴールデン 女タクシードライバーの事件日誌7（TBS、2014年9月1日） - 大城耕平 役

### 映画
- 任侠ヘルパー（2012年11月17日公開） - 蔦井颯太 役
- コドモ警察（2013年3月20日公開） - 川島寛太 役
- 俺はまだ本気出してないだけ（2013年6月15日公開） - 宮田正男　役

### その他
- 野々村家の人々（YouTube YumetenboOfficialアカウントにて、2012年9月24日 - 2013年1月30日） - 七男 役

## 書籍
- 映画『コドモ警察』スーパーオフィシャルブック コドモ警察(秘)ファイル (2013年、マガジンハウス社)
- 映画『コドモ警察』オフィシャル・ビジュアルブック コドモ警察密着24時!? (2013年、エンターブレイン文化出版部)